# U-135 (1941)
U-135 — средняя немецкая подводная лодка типа VIIC времён Второй мировой войны.

## История
Заказ на постройку субмарины был отдан 7 августа 1939 года. Лодка была заложена 16 сентября 1940 года на верфи Бремен-Вулкан под строительным номером 14, спущена на воду 12 июня 1941 года. Лодка вошла в строй 16 августа 1941 года под командованием оберлейтенанта Фридриха-Германа Преториуса.

### Командиры
- 16 августа 1941 года — ноябрь 1942 года капитан-лейтенант Фридрих-Герман Преториус
- ноябрь 1942 — 3 июня 1943 года оберлейтенант цур зее Хайнц Шатт
- 4 июня — 15 июля 1943 года оберлейтенант цур зее Отто Лютер

### Флотилии
- 16 августа — 1 декабря 1941 года — 5-я флотилия (учебная)
- 1 декабря 1941 года — 15 июля 1943 года — 7-я флотилия

### История службы
Лодка совершила 7 боевых походов. Потопила 3 судна суммарным водоизмещением 21 302 брт, повредила одно судно водоизмещением 4 762 брт.
Потоплена 15 июля 1943 года в Атлантике, в районе с координатами 28°20′ с. ш. 13°17′ з. д. британским шлюпом HMS Rochester, британскими корветами HMS Mignonette и HMS Balsam и американским гидросамолётом типа «Каталина». 5 человек погибли, 41 членов экипажа спаслись.

### Волчьи стаи
U-135 входила в состав следующих «волчьих стай»:
- Pfadfinder 23 — 27 мая 1942
- Panzer 29 ноября — 11 декабря 1942
- Raufbold 15 — 22 декабря 1942
- Pfeil 2 — 9 февраля 1943
- Neptun 18 февраля — 3 марта 1943
- Trutz II 16 июня — 2 июля 1943

### Атаки на лодку
- 10 августа 1942 года лодка была атакована четырьмя глубинными бомбами с самолёта типа «Веллингтон» в Бискайском заливе. В течение первой атаки лодка отстреливалась из 20-миллиметрового зенитного орудия и схлопотала ещё 6 глубинных бомб во время повторного захода в атаку, после чего совершила экстренное погружение. В результате атаки сама лодка практически не пострадала, однако один из членов экипажа был убит пулемётным огнём, а ещё один — позже скончался от ран.
- 8 февраля 1943 года находящаяся близ конвоя SC-118 лодка была атакована четырьмя бомбами с британского самолёта типа «Либерейтор». Застигнутый врасплох экипаж субмарины отбил атаку, лодка погрузилась, большинство поврежднений были исправлены и лодка продолжила патрулирование. Однако уже позже протечки, появившиеся в результате этой атаки, заставили лодку вернуться на базу.